# Lake Marymere
Der Lake Marymere ist ein See im Selwyn District der Region Canterbury auf der Südinsel von Neuseeland.

## Geographie
Der Lake Marymere befindet sich rund 750 m westlich von der Bahnlinie der Midland Line entfernt liegend in einem Tal, in dem der See rund 8,5 km nördlich der Torlesse Range und 12,2 km südöstlich des kleinen Ortes Cass zu finden ist. Mit einer Fläche von 24,5 Hektar erstreckt sich der auf einer Höhe von 619 m liegende See über eine Länge von rund 650 m in Ost-West-Richtung und misst an seiner breitesten Stelle rund 510 m in Nord-Süd-Richtung. Der Seeumfang des Gewässers beträgt rund 2,17 km.
Gespeist wird der Lake Marymere hauptsächlich einem kleinen Bach, der vom westlich liegenden Mount St Bernard kommt. Entwässert wird der See über einen nicht näher bezeichneten Bach, der rund 690 m weiter nördlich in den Lake Hawdon mündet.